# Université catholique portugaise
 (février 2019).
Si vous disposez d'ouvrages ou d'articles de référence ou si vous connaissez des sites web de qualité traitant du thème abordé ici, merci de compléter l'article en donnant les références utiles à sa vérifiabilité et en les liant à la section « Notes et références ».
L’université catholique portugaise (en portugais : Universidade Católica Portuguesa, UCP) est une université privée confessionnelle, fondée à Braga en 1967.
Selon ses statuts, l’université catholique portugaise est un établissement d’enseignement supérieur privé qui appartient à la Conférence épiscopale portugaise, reconnue par l’État portugais.
Aujourd'hui, l'université possède son siège principal à Lisbonne et possède trois autres campus à Porto, Braga et Viseu.

## Histoire
En 1934, la Compagnie de Jésus fonde à Braga l'Institut Beato Miguel de Carvalho pour l'étude de la philosophie.
En 1967, le décret du Saint-Siège Lusitanorum Nobilissima Gens transforme l'Institut Beato Miguel de Carvalho en une faculté de philosophie, ce qui établit l'université catholique portugaise à Braga.
En 1968, une faculté de théologie est créée à Lisbonne et marque le début d'un nouveau campus.
En 1978, l'université établit un campus à Porto.
En 1980, l'université établit un campus à Viseu.
En 1996, l'université de Saint-Joseph (en) a été créée par l'UCP et le diocèse de Macao.
La même année, le Prix Nobel de la paix est décerné à un ancien étudiant de l'université, Carlos Filipe Ximenes Belo, pour son travail en faveur d'une solution pacifique au conflit au Timor oriental.
En 2008, la Católica Lisbon School of Business and Economics devient la première faculté de gestion au Portugal à obtenir la triple accréditation.
En 2021, l'UCP devient la première université privée au Portugal à dispenser une formation en médecine.

## Católica Lisbon School of Business and Economics
En 2020, la Católica Lisbon School of Business and Economics est classée à la 31e place parmi les meilleures écoles de commerce d'Europe selon le classement du Financial Times. De plus, elle détient la triple accréditation, à savoir les mentions AMBA, EQUIS et AACSB (en). Seules 100 écoles de commerce sur environ 13'670 dans le monde la détiennent.
The Lisbon MBA, considéré comme le meilleur MBA du pays, est en partenariat avec l'université nouvelle de Lisbonne et la MIT Sloan School of Management. Il est classé à la 36e place du QS Global MBA Rankings en Europe. Il est possible de le réaliser à temps plein ou à temps partiel.

## Classement international
En 2021, selon le Times Higher Education World University Rankings, l'UCP figure parmi les 351-400 meilleures universités au monde.
En 2018, elle est la 6e meilleure université portugaise selon le QS World University Rankings.

## Campus

### Lisbonne
- Católica Lisbon School of Business and Economics
- Faculté des sciences humaines
- Faculté de droit
- Faculté de théologie
- Institut des sciences de la santé
- Institut d’études politiques
- Institut supérieur de droit canonique

### Porto
- Católica Porto Business School
- École d'arts
- École supérieur de biotechnologie
- Faculté de droit
- Faculté d’éducation et psychologie
- Faculté de théologie
- Institut de bioéthique
- Institut des sciences de la santé

### Braga
- Faculté de philosophie et de sciences sociales
- Faculté de théologie

### Viseu
- Faculté de médecine dentaire
- Institut de gestion et d'organisation de la santé

## Personnalités liées

### Professeurs
- José Manuel Durão Barroso
- Diogo Freitas do Amaral
- Aníbal Cavaco Silva
- Marcelo Rebelo de Sousa
- Luis Filipe Thomaz

### Étudiants
- António Mota de Sousa Horta Osório
- Carlos Filipe Ximenes Belo
- José Tolentino Mendonça
- Nuno da Silva Gonçalves
- Manuel Braga da Cruz

## Prix Nobel
- Carlos Filipe Ximenes Belo